# Gene Colonnello
Gene Colonnello, pseudonimo di Giancarlo Colonnello (Milano, 27 gennaio 1935 – Stradella, 18 gennaio 2011), è stato un cantante e compositore italiano.

## Biografia
Dopo aver cominciato a lavorare a quindici anni come disegnatore litografico, debuttò nel mondo musicale nel 1952 come cantante dell'orchestra diretta da Aldo Maietti, specializzata in tanghi argentini.
Svolto il servizio militare, nel 1959 fu messo sotto contratto da Renato Carosone per la sua etichetta "Stereo", con la quale incise dischi per circa tre anni. Fattosi notare al Festival del juke-box di Milano, cominciò ad apparire in televisione partecipando a programmi musicali quali Quattro passi fra le note, Il Musichiere con Mario Riva e Buone vacanze con Gorni Kramer e il Quartetto Cetra.
Nella primavera del 1960 vinse la prima edizione del festival di Milano con Lasciate star la luna (che eseguì con l'orchestra di Gorni Kramer), in abbinamento con Paula (che la eseguì con l'orchestra di Pier Emilio Bassi) e nell'agosto dello stesso anno partecipò al Festival del Musichiere con Un paradiso da vendere, musicata da Umberto Bindi.
Al Festival di Sanremo 1962 partecipò con Innamòrati, in abbinamento con Gloria Christian, ma non riuscì a entrare in finale. Dopo il termine del suo contratto discografico, continuò a lavorare come autore. La sua composizione più celebre è Non ho l'età (Per amarti), che vinse il Festival di Sanremo 1964 nell'interpretazione di Gigliola Cinquetti e Patricia Carli. Il regolamento della manifestazione prevedeva che ogni compositore potesse portare in gara un solo motivo, pertanto Colonnello scelse di firmare soltanto L'inverno cosa fai?, interpretata da Piero Focaccia e Bobby Rydell. In seguito, tuttavia, il brano fu regolarmente accreditato anche a lui alla SIAE.
Negli anni seguenti partecipò ancora al Festival di Sanremo come autore: nel 1965 con Amici miei (musicata su testo del paroliere Vito Pallavicini), interpretata da Nicola Di Bari e Gene Pitney, nel 1966 con Mai mai mai Valentina, interpretata da Giorgio Gaber e Pat Boone, nel 1967 con C'è chi spera, interpretata da Riki Maiocchi e Marianne Faithfull e nel 1973 con Da troppo tempo, interpretata da Milva e classificatasi terza. Fu anche autore col suo nome vero (Giancarlo Colonnello) della musica del brano di Mina Sabati e Domeniche, presentato dalla stessa nella seconda puntata di "Sabato sera", con l'orchestra di Bruno Canfora.
Altri brani composti da Colonnello sono: Spara Morales, interpretata da Elio Cipri e presentata a Un disco per l'estate 1964, Ciao ciao Maiorca, interpretata da Giorgio Gaber (4º Festival Internazionale della Canzone di Maiorca), Ave Maria di periferia, interpretata da Betty Curtis (Un disco per l'estate 1965), Quel momento, interpretata da Iva Zanicchi (Un disco per l'estate 1967), Sabati e domeniche scritta per Mina Torna Liebelei per i Camaleonti, Il giorno per Caterina Caselli, L'attesa è breve per Giuliana Valci, Chi sono io inserita nell'album Dall'amore in poi per Iva Zanicchi e La mia estate con te per Fred Bongusto.
Autore del brano Caro come te, inserito nel film musicarello del 1966 Dio, come ti amo!, è stato in attività fino agli ultimi giorni di vita, sia come cantante in recital che come compositore di brani di musica leggera e di jingle pubblicitari.
È morto nel 2011, a 75 anni.

## Discografia parziale

### Singoli
- 1959: Venus/When (Stereo, AS 60.001)
- 1959: Pity pity/Tom Dooley (Stereo, AS 60.002)
- 1960: Cow boy/Non cercatemi (Stereo, AS 60.015)
- 1960: Cow boy/Meglio così (Stereo, AS 60.016)
- 1960: Ciao ciao baby ciao/La luna e il cow boy (Stereo, AS 60.019)
- 1960: Lasciate star la luna/Innamoratissimo (Stereo, AS 60.024)
- 1960: Scandalo al sole/Peccato (Stereo, AS 60.026)
- 1960: Un paradiso da vendere/Uno a te, uno a me (Stereo, AS 60.030)
- 1961: Gloria/Occhi matti (Carosello, CL 20020)
- 1961: Stanotte si/Maria (Carosello, CL 20023)
- 1961: La canzone di Alamo/Kanjut Sar (Carosello, CL 20024)
- 1961: Amen twist/Un tipo fuori serie (Carosello, CL 20053)
- 1962: Innamorati/Lui andava a cavallo (Carosello, CL 20058)
- 1962: Marilena la Chunga/Una notte a Copenaghen (Galleria del Corso, GC 062)
- 1977: Io non ho che te/Da troppo tempo (Produttori Associati, PA 3269)
- 1980: A fil di logica/Io non ho che te (DDD - La Drogueria di Drugolo, ZBDR 7190)
- 1982: Questo è l'amore/Un colpo d'ala (Fonit Cetra, SP 1768)
- 1983: E io canto/Verrà verrà (Baby Records, BR 50293)